# Дорогинка (притока Тетерева)
Дорогинка — річка в Україні, у Житомирському районі Житомирської області. Права притока Тетерева (басейн Дніпра).

## Опис
Довжина річки приблизно 5,6 км.

## Розташування
Бере початок на північному сході від Тарасівки. Тече переважно на північний схід через Левків і на північно-східній околиці впадає у річку Тетерів, праву притоку Дніпра.

## Цікаві факти
В минулому у селі на річці працював водяний млин.